# Zofia (męczennica rzymska)
Zofia, męczennica rzymska lub Zofia z Rzymu (zm. ok. 303) – dziewica i męczennica chrześcijańska, święta katolicka; według tradycji zimna Zośka (z grupy "zimnych świętych").
Św. Zofia należała do grupy męczenników Kwarta, Kwinta, Sulpicjusza i Trofima. Poniosła śmierć ok. 303 w czasie prześladowania chrześcijan za Dioklecjana.
Według tradycji poświadczonej przez dwa itineraria z VII w. oraz życiorysu Hadriana I (zm. 795) Zofia została pochowana na cmentarzu przy Via Latina.

## Kult
Do rozwoju kultu św. Zofii przyczynił się papież Sergiusz II (844-847), który przeniósł jej relikwie pod ołtarz do kościoła S. Martino ai Monti (dzis. Bazylika św. Sylwestra i św. Marcina w Monti). Część relikwii papież Hadrian I podarował św. Remigiuszowi (zm. 783), biskupowi Strasburga, który był w tym czasie z pielgrzymką w Rzymie (po 770, przed 783). Relikwie miały zostać umieszczone w klasztorze dla kanoniczek w Eschau (Alzacja).
Prawdopodobnie stamtąd kult Zofii trafił na polskie ziemie. Św. Zofię wymieniał już w swych popularnych kalendarzach zamojskich Stanisław Józef Duńczewski (np. z roku 1758).
Jej wspomnienie liturgiczne w Kościele katolickim obchodzono za Martyrologium Rzymskim 15 maja. Zofię umieszczają też pod dniem 15 maja polskie kalendarze protestanckie.
W nowym Martyrologium Rzymskim (II wyd. posoborowe 2004) św. Zofia nie została już  ujęta.
Św. Zofia jest patronką zjawiska klimatycznego zwanego „zimną Zośką”. Jest wzywana w przypadku szkód wyrządzonych przez mrozy.
Około VII w. zaczęto utożsamiać męczennicę ze świętą Zofią, matką trzech córek: Wiary, Nadziei i Miłości.

## Przysłowia pogodowe
1. Na świętą Zofiję deszcz po polach bije[6]
2. Święta Zofija ciepło rozwija[6]
3. Święta Zofija kwiaty rozwija
4. Dla świętej Zosi kłos się podnosi[6]
5. Każda Zosia dobra gosposia. Pankracy, Serwacy, Bonifacy i Zośka to zimni święci[6]